# El Portillo Paxtlán
El Portillo Paxtlán es una comunidad en el municipio de San Andrés Paxtlán en el estado de Oaxaca. El Portillo Paxtlán está a 2379 metros de altitud. 

## Geografía
Está ubicada a 16° 8' 0.24" latitud norte y 96° 18' 46.08" longitud oeste.

## Población
Según el censo de población de INEGI del 2010: la comunidad cuenta con una población total de 488 habitantes, de los cuales 244 son mujeres y 244 son hombres. Del total de la población 238 personas hablan alguna lengua indígena.

## Ocupación
El total de la población económicamente activa es de 188 habitantes, de los cuales 134 son hombres y 54 son mujeres.